# بلوند
بلوند (بالفرنسية: Blond)‏ هي بلدية في مقاطعة فيين العليا في منطقة أقطانية الجديدة غرب فرنسا.